# Carencia alimentaria
Las carencias alimentarias son deficiencias en el aporte de nutrientes que son la causa de desnutrición.

## Deficiencia de agua
- Deshidratación

## Deficiencias en hidratos de carbono
- Hipoglucemia

## Deficiencia en proteínas
Las proteínas también son llamadas prótidos.
- Pelagra
- Kwashiorkor

## Deficiencia en vitaminas
Se habla de avitaminosis en caso de deficiencia de vitaminas en el cuerpo humano.
- Vitamina B1 Beriberi
- Vitamina B12: anemia de Biermer o anemia perniciosa o folatos
- Vitamina C Escorbuto
- Vitamina D Raquitismo

## Deficiencia en minerales
- Calcio: Osteodistrofia
- Cloro: Hipocloremia
- Cobre: Anemia hemolítica
- Hierro: Anemias por deficiencia de hierro
- Magnesio: Hipomagnesemia
- Potasio: Hipopotasemia
- Deficiencia en flúor
- Deficiencia en fósforo
- Deficiencia en sodio
- Deficiencia en azufre
- Deficiencia de zinc

## Deficiencias de oligoelementos
- Yodo: Bocio Cretinismo